# Canistrelli
Un canistrelli, aussi appelé canestrelli, cuggiole, cuggiulelle, cujuelle ou canistrr, est un type de biscuit sucré, sec et cassant, typique de Corse, en France. Les canistrelle (féminin) biscuits secs et cassants ne doivent pas être confondus avec les cuciulelle (féminin) biscuits ressemblants mais plus friables de pâte brisée. Le son G ou GG est une désinence verbale des parlers de Balagne de la lettre C. Cuciulelle dérive du verbe cuire : coce, cuisine : cucina.

## Histoire
Ce gâteau traditionnel des bergers semble avoir une origine pour le moins médiévale compte tenu d'une cérémonie religieuse qui se déroule à Calvi, capitale de la Balagne, au cours de la Semaine sainte. En effet, les canistrelli sont bénis chaque Jeudi saint, dans l'église paroissiale avant d'être distribués lors de la procession qui précède la lavanda, lavement des pieds des membres de la confrérie de Saint-Antoine-Abbé et Saint-Érasme par le prieur au Moyen Âge, actuellement par le curé de la paroisse,.
Philippe Pesteil, Maître de conférences à l'Université de Corse, dans son étude sur l'évolution de la nourriture emportée par ceux qui ont fréquenté le maquis corse au cours des siècles, intitulée Les Nourritures de marche ; du berger au randonneur (exemples corses), indique : « Les canistrelli sont rarement oubliés, ils servent au petit déjeuner, comme en-cas et à l’arrivée au refuge. Par contre ils ont connu eux aussi une profonde évolution. A l’austère biscuit sec à la dureté presque légendaire et commercialisé dans son unique version aux grains d’anis, a succédé toute une gamme appétissante. ».

## Préparation
Les canistrelli sont fabriqués à partir de farine de blé, de sucre et de vin blanc, mais on peut ajouter des raisins secs, de l'anis ou du citron.
D'autres variantes existent avec l'ajout de noisettes, amandes, cacahuètes, pépites de chocolat ou même le remplacement de la farine de blé par celle de châtaigne. En tant que variante, il existe aussi le tiramisu aux canistrelli.

## Service

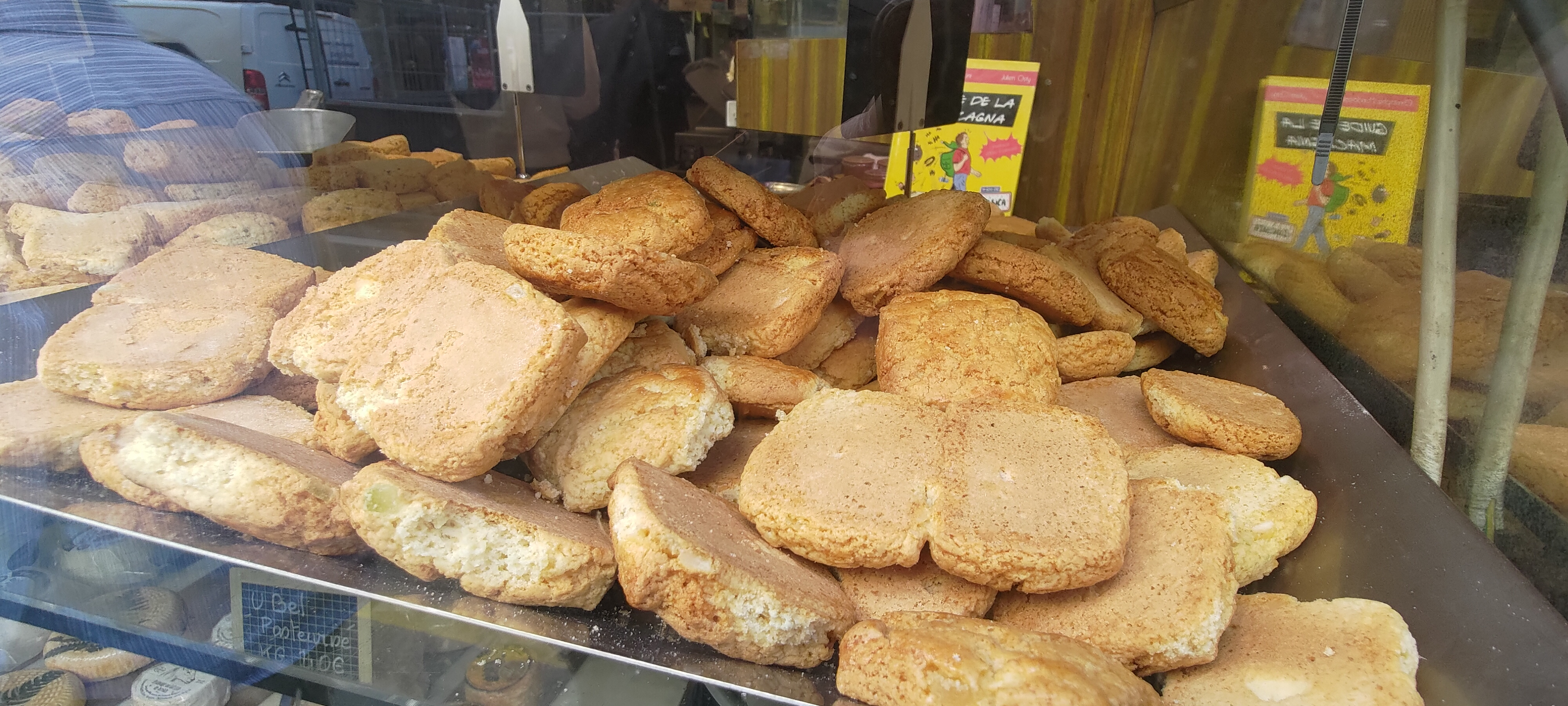
Canistrelli au citron

Les canistrelli se servent à n'importe quelle occasion : avec le café, le thé, au petit déjeuner, au goûter.